# آدلا هانزلیچکووا
آدلا هانزلیچکووا (به انگلیسی: Adela Hanzlickova،  زادهٔ ۴ مهٔ ۱۹۹۴) یک کشتی‌گیر آزادکار اهل کشور جمهوری چک است.
از افتخارات وی می‌توان به کسب مدال برنز قهرمانی کشتی جهان ۲۰۲۴ اشاره کرد.